# Cross-body lead
El cross-body lead es el elemento básico en el «estilo Nueva York» y en el « estilo Los Ángeles», estilos de baile de la salsa latinoamericana.  Él sirve allí al cambio de lado y apertura del compañero. Movimientos semejantes se encuentran en el chachachá y en la rumba, donde ellos fueron llamados fan. La denominación inglesa se orienta a la técnica de baile del hombre: los pies cruzan – giro del cuerpo – llevan a la mujer.
En el estilo cubano «rueda de casino»,  el movimiento correspondiente es llamado «dile que no».  Común es, por lo tanto que la mujer se aleje, con la rotación, de su compañero de baile  y le de una juguetona calabaza. El hombre termina el movimiento, sin embargo, cuando tira de la mujer hacia sí mismo.
Aunque el cross-body lead y el «dile que no» se corresponden estilísticamente, se distinguen en los detalles del baile. El cross-body lead es bailado exactamente sobre una línea y la mujer, en contraste al «dile que no», no se aparta del compañero.
El cross-body lead, o bien el «dile que no», se baila principalmente en Cuba, Puerto Rico y los Estados Unidos de América, por lo cual, ha llegado a Europa desde allí.
En la tierra firme latinoamericana, este movimiento es ampliamente desconocido.
- Datos: Q1141212